# エコロジー
エコロジー（英語: Ecology）は、狭義には生物学の一分野としての生態学のことを指すが、広義には生態学的な知見を反映しようとする文化的・社会的・経済的な思想や活動の一部または全部を指す言葉として使われる。後者は英語の Ecology movement や Political ecology などに相当する。以下の記事では主に後者の説明をする（狭義のエコロジーの説明は生態学を参照）。後者の内容は、「環境に配慮していそう」なファッションなどから、「地球に優しい」と称する最先端技術や企業活動、市民活動、自然保護運動、「自然に帰れ」という現代文明否定論まで、きわめて広範囲にわたる。
エコロジーの省略形「エコ」は和製英語である。
本項目の生態学 (eco-logy) と経済 (eco-nomy) の双方の意味がかかっている。
環境と経済は双方に影響し合うという意味がある。

## 生態学とエコロジー
エコロジー（Ecology）とは本来は「生態学」を意味するが、近年では人間生活と自然との調和などを表す考え方として、「eco」が接頭語としてしばしば用いられている。さらに生態学 (Ecology) は、生物学の一分野と見なされている。ただし、生態系として生物を取り巻く物理化学的環境を扱う場合もあるので、生物学の範囲を超える場合もあり得る。いずれにせよ、生態学は生物と環境の関係を取り扱う学問である。ここで言う環境は生物の主体の取り扱いによって変わり、同種の他個体、他種の個体、周辺のさまざまな生物、物理化学的環境までを含む。
生態学は自然の中での集合としての生物を対象とする生物学であると言ってもよく、その意味では非常に古い伝統を持つが、一つの学問であるとの立場が成立したのはごく新しい。生態学の名そのものは、ドイツのエルンスト・ヘッケルが1866年に手紙の中で使用した Ökologie が最初であるとされる。これは、自然界の生物の生存のための活動を、古代ギリシアの市民の家政機関である οἶκος（オイコス）にたとえて、オイコスを成立せしめる λόγος（ロゴス：理論）を究明する学問を意味する。この点で、生態学は同じオイコスを語源とする経済学（エコノミー）との共通性も大きい学問なのである。
しかし、20世紀以降の現代生物学においては、生物体内の物理化学的過程の解明と、その側面を探求する分野が急成長すると、生物学の研究の主流は生理学・生化学・遺伝学に重心が移り、生態学は分類学・解剖学・博物学などとともに、もはや古くさい学問であるとの印象を持つ傾向も生じた。
ところが、環境破壊や公害問題が表面化するにつれ、それを解決する学問分野であるとして生態学が注目を受けるようになった。そこから、生態学的判断によって、それらの問題に対して必要と考えられる対抗策や、それまでの方法論への変更、見直し等を行なう運動が起こり、それらをまとめて表す言葉としてエコロジー運動（エコロジズム、エコロジスト）といった言葉が使われるようになった。そこから、次第にそれらの方向における運動や活動にエコロジーという言葉が使われるうちに、次第に生態学そのものとは必ずしもかかわらない言葉として一人歩きするようになり、現在に至る。
エコロジーという言葉そのものではなく、それをもじった造語や、その頭を取ってエコとのみ単独で用いる例もある。あるいはそれを頭につけた造語なども多く使われる。特に日本ではエコが21世紀に入ってよく使われるようになった。

## 歴史
20世紀前半から中盤にかけては、人間の工業技術の発達とその成果が、自然環境に大きな影響を与えるようになった時期といってよいだろう。具体的には化学、特に有機化学の進歩による、取り扱う物質の多様化と、新たな合成物質の増加、そして電気や動力関係の進歩による人間の活動の大規模化の影響が大きい。
たとえばプラスチックの合成はポリ塩化ビニルが1835年に合成されたのが最初といわれるが、商業的に生産が始まったのは1910年以降になる。DDTの合成は1873年だが、農薬として効果が認められたのは1939年である。DDTはしばらく後に抵抗性を持つ害虫の出現によって使えなくなり、より強力な農薬の開発と害虫側の抵抗性の出現とのいたちごっこが続くことになる。
そのような原因の蓄積によって、様々な環境問題が表面化し始めるのは、少し遅れて1960年代に入ってからである。先進国周辺の各地で、工場廃液による汚染や農薬汚染などが様々な形で表面化し始めた。それにつれて、これまでは成功を収めていた従来の方法への疑問や異議の声も出始めた。
特に海洋生物学者レイチェル・カーソンの「沈黙の春」（1962年）が与えた影響はとても大きかった。それらの問題や疑問の声が無視できなくなったとき、その解決手段として生態学が浮上したのである。たとえばDDTのいわゆる生物濃縮には食物連鎖や生態ピラミッドの概念がなければ説明が難しい。農薬に代わる害虫駆除法と言えば、天敵利用や不妊虫放飼など、生態学的知識を必要とするものであったからであり、これまで考慮されなかった立場からの新しい見方を提示できるものと期待されたからである。
ただし、当時の生態学は生産生態学・生理生態学や個体群生態学が主流であった。それぞれの生態系における物質循環やエネルギーの流れを調べ、生産力を測定する、あるいは生物の増加速度や個体数・生物量の決定要因を探求する等の研究からは、上記の問題意識に関しては個体群生態学が不妊虫放飼の理論的支柱になったほかはこの分野に貢献する所は必ずしも多くなく、食糧危機に係わって地球全体の生産力を求める世界的プロジェクトが実現した程度である。勢い、エコロジー運動は生態学の学問的実態を離れて行くことになる。
そうした中で、一方ではエコロジーは現代文明を否定するヒッピー運動などと一定の流れを作る。その極端は、現代の文明のあり方を否定し、古くからのやり方へと戻ることを求めるものとなり、あるいは非西欧的な、世界各地の先住民族の伝統的な生活や思想への共感への傾倒へと向かう。他方では、それまでの公害や環境問題を生み出したやり方に対する新たな道として、あるいはその外見を変えるために、経済界や行政が打ち出すさまざまな部分を飾る看板ともなっていった。
1970年代から1980年代にかけての時期には、欧州を中心にエコロジーは政治的な動きとなり、その多数派は緑の党を結成した。また、この時期には反原発・反核や反捕鯨などがエコロジーの主要なテーマであった。同時期には日本でも複数の大学などに「エコロジーを考える会」といったサークルが組織され、その主な主張は反原発だった。
地球温暖化の問題が表面化した後は、いわゆる温室効果ガスの削減が新たな重点となった。フロンガスの代替については、専門的部分が大きく、一般市民は係わる面が少ない。しかし、二酸化炭素については、それを削減できればエコであるとの風潮が生まれた。こうした観点から原子力発電所は発電時の温室効果ガス排出が相対的に少ないと評価されるが、放射性廃棄物の処理という新たな問題も生み出し、別の点で環境に負荷を与えているのではないかとする懸念もある。
地球環境問題がブームとも表現されるほど広く高い関心を集めたことで、それまでのエコロジー、エコロジストという言葉が持っていた、反企業・反政府・反体制という印象も薄れ、逆に企業や政府が環境配慮を積極的に商品や政策として、エコという言葉とともに利用するようになってきた。持続可能な開発という概念に基づいた自然の商品化の手法のひとつがエコツーリズムである。循環型社会という方向が打ち出されて以降は、リサイクルがまた新たな重点として浮上した。そこから、再利用商品や、再利用しやすい仕組みを含んだものをエコという場合も生まれた。2000年頃より、このような活動を推進するものとして、「地球に優しい」という表現が盛んに喧伝されるようになった。ただ、このような風潮をグリーンウォッシングだとして批判する声もある。

## 地球規模の活動
人間と自然との間の互恵的な関係に関する知識の普及を目的として、1971年、ユネスコは「人間と生物圏計画 (Programme on Man and the Biosphere, MAB)」と呼ばれる研究計画を開始した。その後1994年に、生物圏保護の概念が定義された。
1972年、国際連合はストックホルムで人間と環境に関する最初の国際会議を開いた。準備には Rene Dubos とその他の専門家が関わった。「地球規模で考え、地域で活動しよう」というフレーズはこの会議が起源である。
続く1980年代における主要なイベントは、生物圏の概念の発展と、生物多様性という用語の登場であった。
1992年リオ・デ・ジャネイロで開催された環境と開発に関する国際連合会議（地球サミット）中で、これらの用語が発展した。また、同サミットにより生物圏の概念が主要な国際機関に認知され、生物多様性の減少に伴う危険が広く知られることになった。
1997年の京都会議では、生物圏が直面している危機が（特に温室効果に焦点を絞って）国際的な観点から認識された。
世界のほとんどの国家は、地球規模の視野で生態学を考えることや、人間の活動が地球環境に与える影響の重要性を認識した。

## 言葉の内容
公害を出さない（最近では「環境への負荷」を減らすという）ための活動を指し以下のようなものがある。
- 従来の公害源であった部分の改良
- 二酸化炭素の排出削減
- 自然環境を損ねる化石燃料や電気（火力発電）の消費抑制
- 太陽熱・太陽光や風力などの自然エネルギーの利用促進
- 再利用された素材の使用
- 再利用のしやすい構造の採用
- 水質浄化や有害物質の除去
- その他、なんらかの意味で健康に良好

自然保護に関わる活動として
- 自然に親しむ活動をする
- 野外の廃棄物やゴミを片づける・環境浄化の作業を行う
- 自然の再生や多様性の増加を目指す作業をする
- 希少な自然を守る